# Javier Valle Riestra

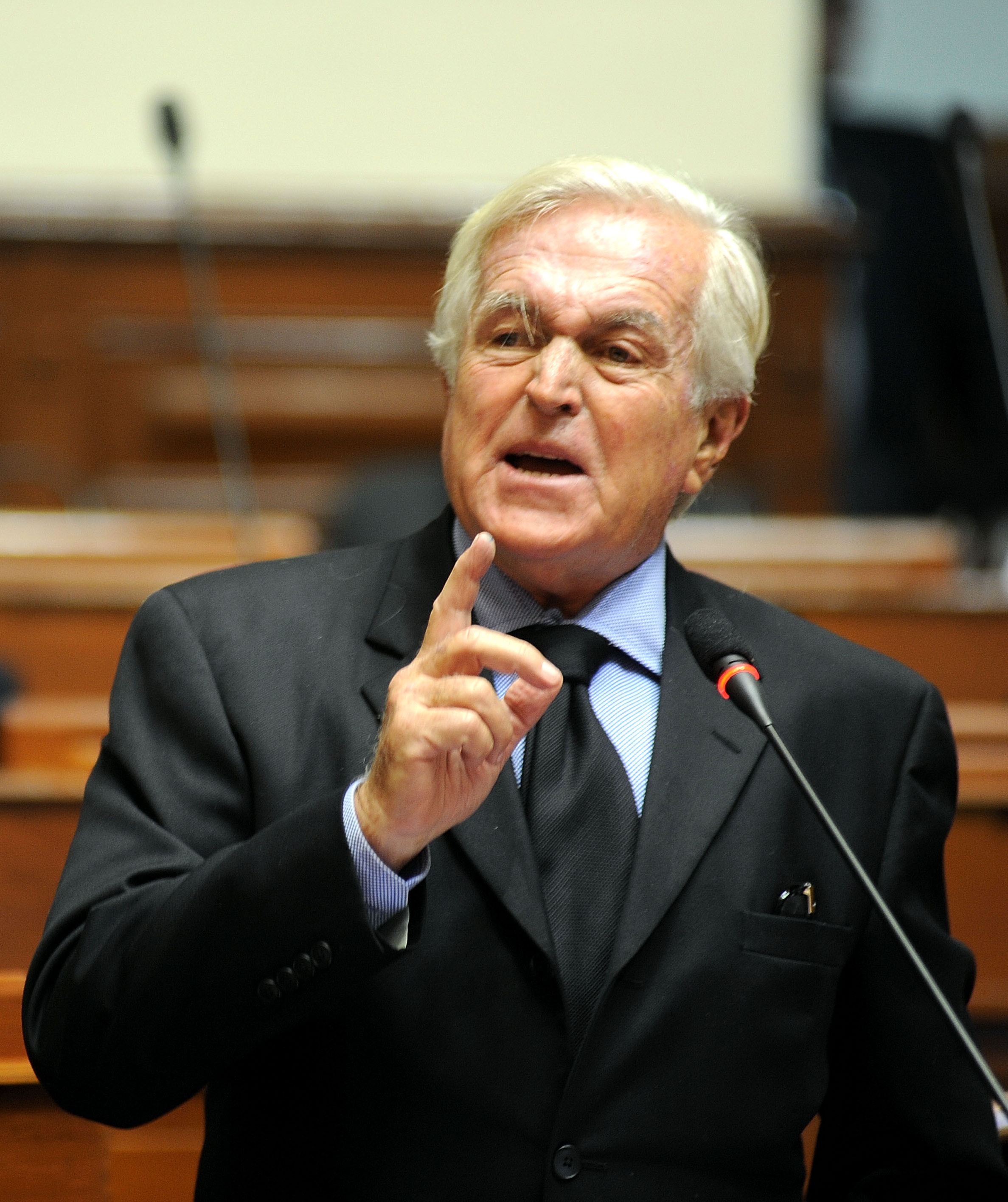
Javier Valle Riestra (2010)

Javier Maximiliano Alfredo Hipólito Valle Riestra González Olaechea (* 5. Januar 1932 in Lima; † 6. Juli 2024) war ein peruanischer Politiker der Alianza Popular Revolucionaria Americana (APRA), der unter anderem vom 4. Juni bis zum 21. August 1998 Premierminister von Peru war.

## Leben
Valle Riestra, Sohn von Ricardo Valle Riestra Meiggs und dessen Ehefrau Hortensia González Olaechea y Olaechea, war ein Urenkel von Oberst Miguel Valle Riestra, einem Veteranen des Salpeterkrieges von 1879 bis 1884, sowie des Arztes und Hochschullehrers Max González Olaechea. Er selbst besuchte das Colegio Sagrados Corazones Recoleta und begann danach 1950 ein Studium der Rechtswissenschaften an der Päpstlichen Katholischen Universität von Peru, das er 1956 abschloss. Im Anschluss nahm er eine Tätigkeit als Rechtsanwalt auf und begann seine politische Laufbahn in der Kommunalpolitik als Mitglied des Stadtrates von Lima, dem er zwischen 1963 und 1969 angehörte. Während der Militärdiktatur von General Juan Velasco Alvarado ging er 1969 ins Exil nach Spanien. Dort absolvierte er von 1970 bis 1971 ein postgraduales Studium der Rechtswissenschaften an der Universität Complutense Madrid und erhielt im Anschluss auch seine anwaltliche Zulassung in Spanien.
Nach dem Ende der Militärdiktatur von Velasco Alvarado kehrte Valle Riestra 1976 nach Peru zurück und wurde am 28. Juli 1978 Mitglied der Verfassunggebenden Versammlung (Asamblea Constituyente), der er bis zum 27. Juli 1980 angehörte. Danach wurde als Mitglied in den Kongress der Republik Peru (Congreso de la República del Perú) gewählt und vertrat in diesem bis zum 27. Juli 1985 in der Abgeordnetenkammer (Camara de diputados) die Interessen von Lima. Anschließend wurde er am 28. Juli 1985 als Vertreter Limas Mitglied des damaligen Senat, dem er bis zu dessen Auflösung durch Staatspräsident Alberto Fujimori am 5. April 1992 angehörte.
Am 4. Juni 1998 wurde Valle Riestra von Staatspräsident Fujimori als Nachfolger des zurückgetretenen Alberto Pandolfi Arbulú zum Premierminister von Peru (Presidente del Consejo de Ministros). Nachdem am 6. Juni 1998 auch der bisherige Minister für Wirtschaft und Finanzen Jorge Camet Dickmann zurückgetreten war, übernahm Jorge Baca Campodónico dieses Ministeramt. Knapp zweieinhalb Monate später ernannte Präsident Fujimori Pandolfi am 21. August 1998 allerdings wieder zum Nachfolger von Valle Riestra als Premierminister. Am 26. Juli 2006 wurde er für Lima wieder als Mitglied in den Kongress der Republik gewählt, dem er nunmehr bis zum 26. Juli 2011 angehörte.

## Veröffentlichungen
- Facultades delegadas: indemnización a la oligarquía, Lima 1980
- El tribunal de garantías constitucionales. Mi dictamen en minoria, Lima 1981
- Diplomacia demócratica y derechos humanos, Lima 1987
- La responsabilidad constitucional del jefe de estado, Lima 1987
- La extradición. Principios, legislación, jurisprudencia, Lima 1989
- Parlamentario, litigante y defensor de los derechos humanos. Textos fundamentales, Lima 2009, ISBN 978-9972-2-2181-1